# CA Newell's Old Boys
Club Atlético Newell's Old Boys is een voetbalclub uit Rosario, Argentinië. De club is opgericht in 1903 en vernoemd naar de Engelse immigrant Isaac Newell, directeur en voetbalcoach van de English High School of Rosario. De clubkleuren zijn afkomstig van de vlaggen van Groot-Brittannië en Duitsland (Isaac Newell was Brits en zijn vrouw Duits). De grote rivaal van Newell's Old Boys is CA Rosario Central, de andere club uit de stad Rosario. Buiten voetbal is de club ook actief in basketbal, boksen, gevechtssport, roller skaten, veldhockey en volleybal.

## Geschiedenis

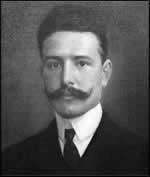
Claudio Newell, stichtend lid van Newell's Old Boys.

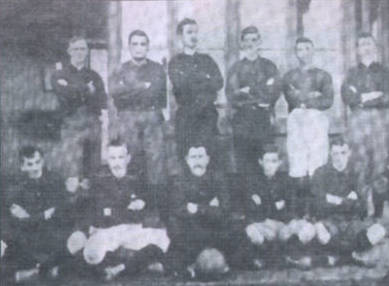
Een van de eerste elftallen van de club in 1905.

De club werd op 3 november 1903 opgericht. Een van de stichtende leden was Claudio Newell, zoon van Isaac. De term Old Boys wees op het feit dat leden afgestudeerden waren aan de English High School. De bijnaam Los Leprosos komt uit de jaren 1920. Newell's Old Boys werd uitgenodigd om een liefdadigheidswedstrijd te spelen om geld in te zamelen voor de ziekte lepra. De club zei meteen toe op de uitnodiging, maar de tegenstander en aartsrivaal Rosario Central niet waardoor de wedstrijd uiteindelijk geannuleerd werd.
Het voetbal was in begindagen verspreid in Argentinië. Op 30 maart 1905 werd de Liga Rosarina de Fútbol opgericht, de voetbalbond van Rosario. Buiten Newell's Old Boys waren Rosario Central, Atlético Rosario en Atlético Argentino stichtende leden. De club werd de eerste kampioen. Tot 1911 werd de club telkens kampioen, met uitzondering van 1908 toen Rosario Central de titel won. In 1911 won de club ook het toernooi Copa de Honor Municipalidad de Buenos Aires in de finale tegen CA Porteño. Als winnaar hiervan mocht de club ook aan de Copa de Honor Cousenier deelnamen, waar de club met 2-0 verloor van C.U.R.C.C. uit Montevideo. De club nam ook enkele keren deel aan de Copa Ibarguren. Na twee keer de finale te verliezen in 1913 en 1918 kon de club in 1921 de trofee winnen tegen CA Huracán. Een jaar later verloor de club tegen Huracán de finale. In de lokale competitie kreeg de club concurrentie van Rosario Central en Tiro Federal, die ook verscheidene titels op hun naam wisten te schrijven.
In 1939 verlieten Rosario Central en de Old Boys de competitie en sloten zich aan bij de Argentijnse bond en mochten zo meteen in de profcompetitie starten. De club bleef wel met jeugdspelers actief in de competitie van Rosario. In het eerste seizoen bij de elite werd de club knap vierde. Begin jaren veertig eindigde de club twee keer in de top vier, maar zakte daarna weg naar de middenmoot. Begin jaren vijftig flirtte de club zelfs met degradatie. In 1953 kon de club zich enkel redden omdat ze een beter doelsaldo hadden dan Estudiantes de La Plata. De volgende jaren gingen op en af in de middenmoot tot uiteindelijk een degradatie volgde in 1960. De volgende drie seizoenen bracht de club in de tweede klasse door en kon dan terug promoveren. Bij de terugkeer werd de club opnieuw laatste, maar door uitbreiding van zestien naar achttien clubs kon de club blijven. Een jaar later eindigden de Old Boys samen met rivaal Central op de tiende plaats.
In 1967 werd het systeem van twee kampioenschappen per jaar ingevoerd, de Metropolitano en de Nacional. De eerste seizoenen kon de club zich niet plaatsen voor de Nacional, dat met minder clubs gespeeld werd. In 1971 had de club voor het eerst succes toen ze vierde werden in de Metropolitano en in de Nacional, dat uit twee groepen bestond, werd de club tweede achter CA Independiente. De club ging zo naar de halve finale tegen de andere groepswinnaar en dat was aartsrivaal Central. Deze club won en werd later ook landskampioen. De club won de Metropolitano van 1974 en haalde zo zijn eerste grote prijs binnen. Hierdoor mocht de club ook internationaal voor het eerst de arena in bij de Copa Libertadores 1975. De club eindigde op een gedeelde eerste plaats, maar werd uitgeschakeld omdat ze een slechter doelsaldo hadden dan eeuwige rivaal Central. De volgende jaren speelde de club in de betere middenmoot. In de Nacional van 1980 maakte de club nog eens een goede beurt en ze stootten door naar de halve finale, waarin ze het andermaal tegen rivaal Central moesten afleggen.
In 1985 maakt de competitie de overstap naar het Europese model, zomer-lente en er waren niet langer twee kampioenen in één seizoen. De club eindigde met tien punten achterstand op CA River Plate en samen met Deportivo Español op de tweede plaats. Een jaar later streed de club opnieuw om de eerste plaats, en de strijd was nu spannender want de achterstand bedroeg deze keer slechts één punt op rivaal Central. In 1987/88 werd de club eindelijk nog eens kampioen, met een comfortabele voorsprong van 6 punten op San Lorenzo. Datzelfde jaar maakte de club ook furore in de Copa Libertadores 1988. Nadat de club groepswinnaar werd schakelde het in de tweede ronde Club Bolívar uit. Weliswaar werd de club in de kwartfinale gewipt door Nacional, maar de beste verliezer van de kwartfinales werd nog opgevist voor de halve finale en hierin versloeg de club San Lorenzo. In de finale trof de club opnieuw Nacional. Thuis won de club met 1-0, maar in Montevideo gingen ze 3-0 kopje onder. Ze wonnen dat jaar wel een vriendschappelijk minitoernooi dat Little World Cup genoemd werd waaraan buiten landgenoot River Plate, ook ronkende namen als Manchester Utd, AC Milan, Juventus en Real Madrid deelnamen. De volgende twee seizoenen eindigde de club slechts in de middenmoot. Vanaf 1990/91 werd het Apertura-Clausura systeem ingevoerd met opnieuw twee kampioenschappen. Echter de eerste jaren bekampten de kampioenen elkaar nog voor de algemene titel. De Old Boys wonnen de Apertura en verloren de finale om de titel na strafschoppen tegen Boca Juniors. Vele fans beschouwen deze Aperturatitel toch als een volwaardig kampioenschap. In de Copa Libertadores 1992 werd de club groepswinnaar en Defensor Sporting, San Lorenzo en América de Cali (na strafschoppen 11-10). De club bereikte zo voor de tweede keer de finale en speelde deze tegen São Paulo FC. Beide clubs wonnen hun thuiswedstrijd met 1-0 waardoor er verlengingen en strafschoppen kwamen. Het werd 2-3 voor de Braziliaanse club waardoor de Old Boys voor de tweede keer naast de internationale roem grepen. Na een rampzalige Apertura van 1991 kon de club wel de Clausura van dat seizoen winnen. In de Copa Libertadores 1993 bereikte de club de tweede ronde, maar hierin was São Paulo andermaal het zwarte beest voor de club. In de competitie liep het alweer fout toen de club allerlaatste werd. De volgende seizoenen eindigde de club wisselvalig in de betere of slechtere middenmoot. Pas in de Apertura van 2004 kon de club nog eens de titel halen. Hierdoor plaatste de club zich voor de Copa Libertadores 2006, waar de club in de tweede ronde verslagen werd door CA Vélez Sarsfield. Bij de Apertura van 2009 werd de club tweede achter CA Banfield. Na weer enkele middelmatige seizoenen kwam er opnieuw een revivel. De Apertura en Clausura werden vervangen door Torneo Inicial en Torneo Final. De club werd vicekampioen in de Torneo Inicial van 2012 en won de Torneo Final van dat seizoen. In de Copa Libertadores 2013 werd de club tweede in zijn groep achter het Paraguyaanse Club Olimpia. In de tweede ronde gingen ze met de hakken over de sloot naar de kwartfinale tegen Vélez Sarsfield omdat ze een uitdoelpunt gemaakt hadden. In de kwartfinale werd het twee keer een scoreloos gelijkspel tegen Boca Juniors en na strafschoppen kroop de club opnieuw door het oog van de naald (9-10). In de halve finale versloeg de club thuis Atlético Mineiro en stond met één been in de finale, maar verloor dan met 2-0 in Belo Horizonte. Bij de strafschoppen trok de club deze keer aan het kortste eind (2-3).

## Erelijst
- Primera División

1974 Metropolitano, 1987, 1990, 1992 Clausura, 2004 Apertura, 2013 Final
- Copa Libertadores

Finalist 1988, 1992
- Copa de Honor Municipalidad de Buenos Aires

1911
- Copa Ibarguren

Winnaar: 1921
Finalist: 1913, 1918, 1922, 1941

## Bekende (oud-)spelers
- Abel Balbo
- Gabriel Batistuta
- Jorge Bermúdez
- Gustavo Dezotti
- Juan Esnaider
- Ivan Gabrich
- Américo Gallego
- Ariel Graziani
- Gabriel Heinze
- Julio Libonatti
- Diego Maradona
- Gerardo Martino
- Lionel Messi
- Maximiliano Urruti
- Ariel Ortega
- Mauricio Pochettino
- Juan Ramón Rocha
- Maxi Rodríguez
- Mauro Rosales
- Walter Samuel
- Roberto Sensini
- Nicolás Spolli
- David Trezeguet
- Jorge Valdano
- Mário Jardel
- Ezequiel Garay
- Lucas Bernardi
- Victor Figueroa
- Waldemar Victorino
- Justo Villar